# Arthur Desmond
Arthur Desmond (c. 1859 – 23 de enero de 1929) fue un poeta y autor anarcoegoísta y supremacista blanco. Se desconoce su nacionalidad pero se sabe que vivió en Inglaterra, Nueva Zelanda, Australia y Estados Unidos. Se le atribuye la autoría de Might Is Right (Chicago, 1896), escrito bajo el seudónimo de Ragnar Redbeard, en donde sostiene que toda moralidad -religiosa o filosófica- impide que la humanidad vuelva a su equilibrio natural. Marcado por un fuerte darwinismo social, supremacismo blanco, anticristianismo y antisemitismo afirmaba que actuar moralmente es oponerse a la libertad y abrazar la debilidad.

## Biografía

### Posible origen
George G. Reeve, el primer biógrafo de Desmond, escribió que "Desmond se mantenía distante ante muchas otras personas que buscaban conocerlo y, en gran medida, se rodeaba –por así decirlo, 'detrás del velo'– de un 'halo misterioso' y una sacrosantidad difícil de penetrar". El segundo biógrafo de Desmond, Darrell W. Conder, coincide y, de hecho, después de presentar lo que se sabe de la vida de Desmond en Nueva Zelanda, Australia y Estados Unidos, cuestiona no solo los orígenes de Desmond, sino incluso su nombre de nacimiento. George G. Reeve continúa: "Arthur Desmond, pues ese era el verdadero nombre de "Ragnar Redbeard", era nativo de Hawkes Bay [sic], Nueva Zelanda, donde nació alrededor del año 1842 de ascendencia irlandesa". El International Communist en 1921 publicó un breve artículo sobre Desmond en el que se afirmaba que era "un nativo de Napier, Hawkes Bay [sic], Maoriland". La biógrafa del Diccionario Nacional de Nueva Zelanda, Rachel Barrowman, agrega: "Arthur Desmond era desconocido para los electores de Hawke's Bay cuando se presentó al Parlamento en 1884. 'Solo sabemos que el Sr. Desmond es un pastor de ganado y que tiene tendencias radicales', escribió el editor del Hawke's Bay Herald. Se decía que tenía 25 años [lo que sitúa su nacimiento en 1859], nacido en Nueva Zelanda de ascendencia irlandesa. Había estado en Hawke's Bay desde finales de la década de 1880. 1870, y había trabajado como recolector en el sur de Taranaki. De sus antecedentes y vida personal no se sabe nada más."
Sin embargo, la información más detallada sobre los orígenes de Arthur Desmond proviene de registros posteriores a su inmigración a los Estados Unidos en 1895-96. Con motivo de su primera aparición en un registro del censo de los EE. UU. en 1900, Desmond declaró que nació en Inglaterra en el año 1859 de padres que también nacieron en Inglaterra. Esta declaración fue respaldada por el certificado de defunción de Desmond en Illinois en el que su hijo declaró que Desmond y su padre eran ambos nativos de Northumberland, Inglaterra. Esta información está corroborada por el registro de matrimonio de Desmond de Chicago de 1904. En ese caso, Desmond declaró que nació en un lugar llamado Claud, Northumberland, Inglaterra en 1859, hijo de Samuel Desmond y Sarah Ewing. Sin embargo, para complicar las cosas, en el censo de los EE. UU. de 1910, Arthur Desmond afirmó haber nacido en California, pero en su última aparición en el censo de 1920 cambió esa información a Inglaterra.

### Vida en Nueva Zelanda
Sean cuales sean sus orígenes reales, la primera evidencia concreta de la vida de Arthur Desmond se produce cuando se presentó como candidato al parlamento en Hawke’s Bay, Nueva Zelanda, en 1884. Sobreviven sus dos discursos a los electores de Hawke’s Bay. En uno de sus discursos, Desmond dijo: "Ustedes mismos son los principales culpables de haber permitido esto en el pasado. Han permitido que grandes ocupantes de la peor clase los gobiernen para su propio beneficio; ellos mismos se han apoderado de las buenas tierras e intentan hacerse pasar por sus amigos ofreciéndoles las migajas que caen de su mesa. Ahora tienen el poder en sus propias manos, y si no quieren ser para siempre siervos de dioses territoriales todopoderosos; si tienen algo de la energía de sus progenitores, no tolerarán más este tipo de injusticia. Les dirán conmigo: riqueza que creamos para ustedes, dinero que ganamos; dennos nuestra parte de ellos, dennos un turno. Si tienen el coraje de decir esto, entonces buscadme como su representante, y los guiaré".
De los tres candidatos en el electorado, Desmond quedó último, obteniendo unos solo 190 votos. Sin embargo, no abandonó la política activa y buscó el patrocinio de Sir George Grey. Como Sir George era un acérrimo defensor de los maoríes, Desmond también se hizo cargo de su causa, una medida que fue controvertida en la Nueva Zelanda de su época.
En 1887 Desmond se presentó al Parlamento por segunda vez, esta vez con una plataforma que consistía en un ataque concentrado a los terratenientes, banqueros y monopolistas. Desmond abogó por la reforma agraria; la nacionalización de las grandes propiedades y los bancos; y el impuesto único de Henry George, una propuesta de que los impuestos deberían limitarse a la renta de la tierra, ya que, en la opinión de Desmond, la tierra era la verdadera fuente de riqueza. Además, Desmond defendió el derecho de la Corona británica de preferencia sobre las tierras maoríes, lo que significó la reanudación del acuerdo del Tratado de Waitangi por el cual solo la Corona podía comprar tierras a los maoríes. Esta medida le ganó a Desmond muchos enemigos entre los neozelandeses blancos, pero obtuvo un resultado respetable de 562 votos contra los 968 del miembro en funciones, el capitán William Russell.

### Vida en Australia
El 10 de octubre de 1892, Arthur Desmond salió de Nueva Zelanda en el SS Houroto hacia Sydney, Nueva Gales del Sur, Australia. Al llegar a Sydney se asoció con William Morris Hughes, más tarde Primer Ministro de Australia. Desmond colaboró con Hughes en un periódico político que evolucionó hasta convertirse en un periódico radical titulado The New Order, y se convirtió en parte del círculo que rodeaba la librería McNamara en 221 Castlereagh Street (demolida en 1922), asociándose con Louisa Lawson y su hijo Henry, Jack Lang, Tommy Walker y el futuro primer ministro Alfred Deakin. El 11 de junio de 1893 apareció el primer número de Hard Cash, un periódico sedicioso y provocativo instigado por Desmond y Lang. Hard Cash se imprimió en un lugar secreto y promovió una "Brigada de Servicio Activo" dedicada a perturbar los mítines políticos de los oponentes de Desmond, una práctica que finalmente obligó a Desmond a huir del país con órdenes de arresto. El "poeta bush" Henry Lawson compuso un poema en defensa de Desmond que apareció en el periódico neozelandés Fair Play en diciembre de 1893:

They are stoning Arthur Desmond, and, of course it's understood
By the people of New Zealand that he isn't any good.
He's a plagiarist, they tell us, and a scamp – but after all,
He is fighting pretty plucky with his back against the wall.
They are damning Arthur Desmond for the battle that he fought –
For his awful crime in saying what so many people thought.
He was driven from the country – but I like to see fair play –
and to slander absent brothers – why it ain't New Zealand's way.
Once I met Arthur Desmond "and I took him by the hand",
But I scarcely think the action spoilt my chance for the Promised Land;
And I think of Arthur gazing, with his earnest, thoughtful eyes,
Out beyond the brighter ages that we cannot realise.
Henry Lawson

### Vida en Estados Unidos

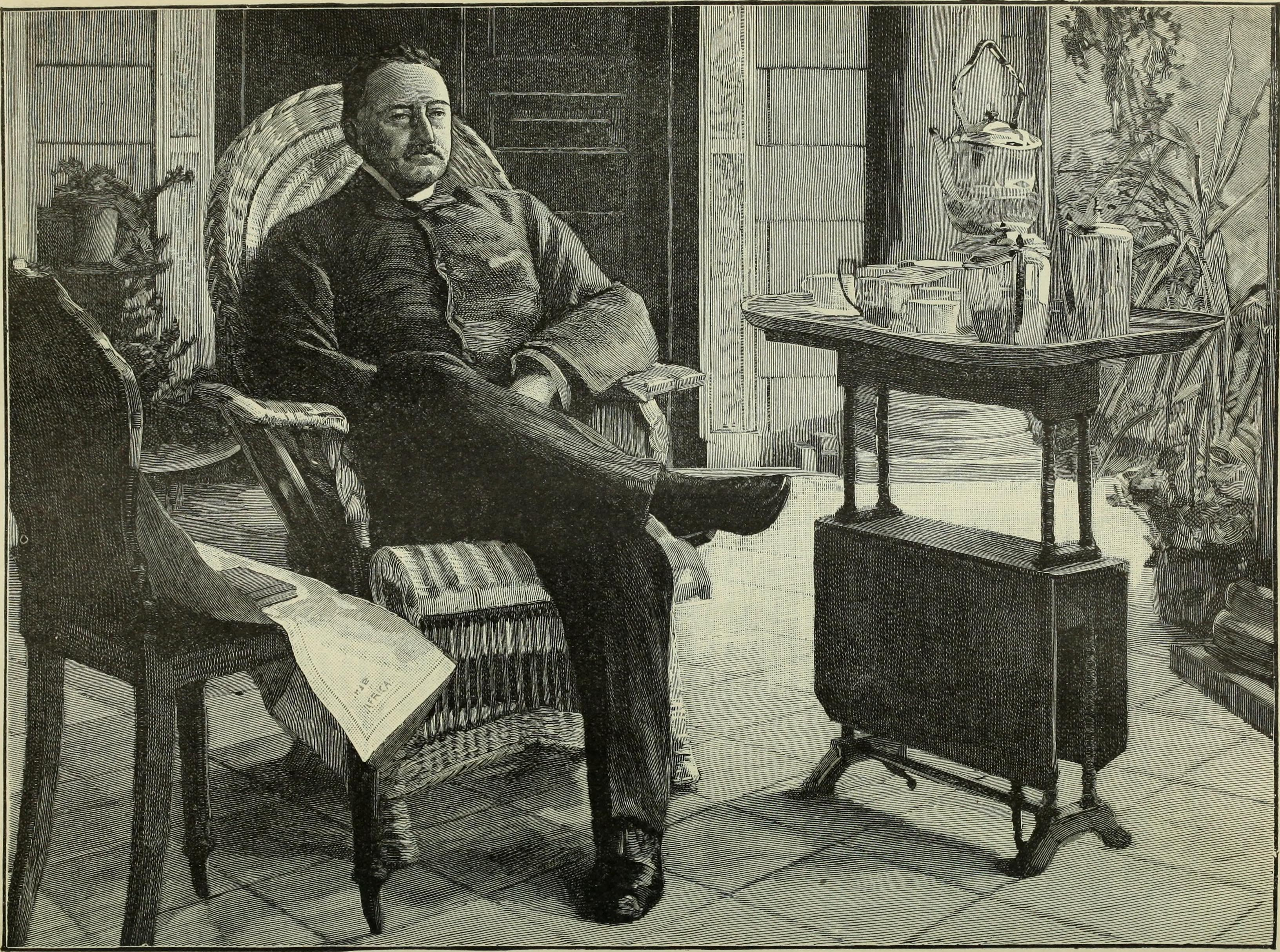
Antes de llegar a Estados Unidos, Arthur Desmond se habría unido a la labores colonizadoras Cecil Rhodes, un poderoso empresario de ideas profundamente racistas. Rhodes es un personaje recurrente en Might Is Right, como ejemplo vivo de la filosofía que promueve el libro.

El amigo de Desmond, John Andrews, escribe: “[Desmond] abandonó Australia disgustado y, según un informe, fue a Sudáfrica para alistarse bajo el mando de Cecil Rhodes, quien entonces tenía la intención de fundar una nueva República”.
Se desconoce si Desmond realmente fue a Sudáfrica para pelear con Rhodes. Sin embargo, su actitud hacia Rhodes era algo parecido a la adoración de un héroe y es una referencia recurrente de Might Is Right. Desmond tenía varios amigos australianos con contactos en Chicago, lo que probablemente explica por qué eligió Chicago como su nuevo hogar. Su ocupación figura como "reportero" en el directorio de la ciudad de Chicago de 1896. El prefacio a la edición de Chicago de 1896 de Might Is Right (retitulado La supervivencia del más apto o la filosofía del poder) indica que Desmond pasó gran parte de 1895 buscando un editor.
Una de las primeras personas en recibir una copia de La supervivencia del más apto fue el amigo de Desmond en Sydney, John Dwyer. Su copia personal de La supervivencia del más apto se conserva ahora en los Dwyer Papers conservados en el Mitchell Collection of State Library of New South Wales, y en ese tomo original se encuentra que Dwyer había escrito en la portada bajo "Ragnar Redbeard" el nombre "Arthur Desmond."
En 1897, se estableció una empresa llamada Adolph Mueller Company en 108 South Clark Street, Chicago, cuyo único interés parece haber sido la promoción y venta de los libros y escritos de Ragnar Redbeard. Fue por esta época que Desmond comenzó a publicitar su supuesto doctorado en derecho (LL.D.) de la Universidad de Chicago. Con la ayuda de miembros del personal, el biógrafo de Desmond, Darrell Conder, investigó exhaustivamente los registros de la Universidad de Chicago y descubrió que nunca se había otorgado tal doctorado. De hecho, el primer título de este tipo fue otorgado al presidente William McKinley en 1897, un año después de que Desmond afirmara que había obtenido su doctorado.

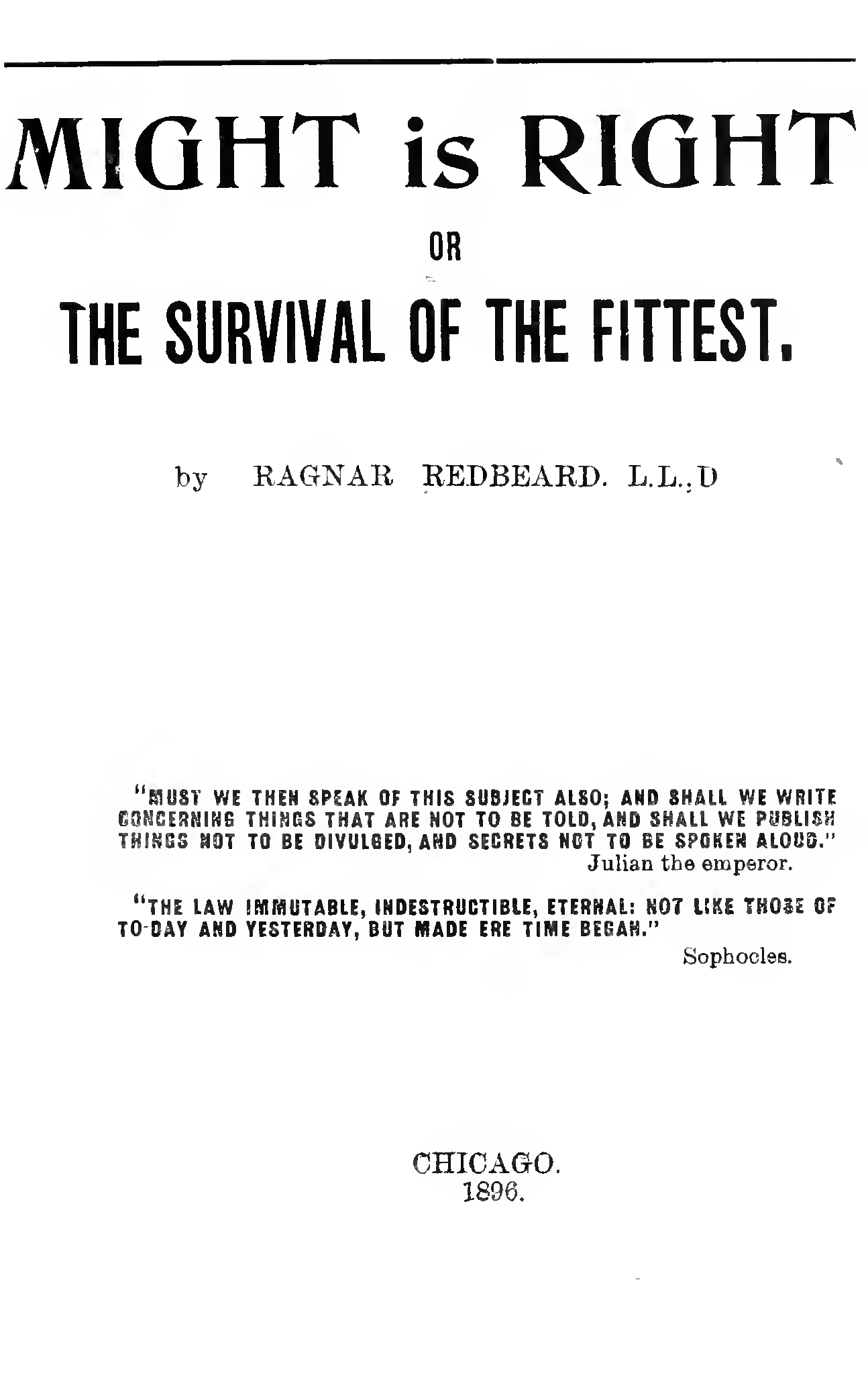
Portada de Might is Right.

En 1898, Arthur Desmond viajó a Londres, donde publicó una edición británica de La supervivencia del más apto. Mientras estaba en Londres, se unió a John Basil Barnhill, quien usó el seudónimo de John Erwin McCall, para producir otra revista, The Eagle and the Serpent, promoviendo la filosofía de Friedrich Nietzsche. Mientras estuvo allí, Desmond también publicó un folleto titulado "Mujeres y guerra", impreso por Holbrook & Daniels, Londres, 1898. El folleto era, de hecho, simplemente una reimpresión del capítulo seis de La supervivencia del más apto. Desmond también imprimió una serie de folletos que tituló Redbeard's Review, que pretendían llamar la atención sobre su libro.
Por esta época, Arthur Desmond afirmaría más tarde que se tomó un tiempo libre para involucrarse en la segunda guerra bóer de Sudáfrica, que en realidad era "un miembro del caballo ligero del general 'Bob' en Ciudad del Cabo y Pretoria". Arthur Desmond también afirmó haber estado en la batalla más grande y sangrienta de la Guerra de los bóeres: la Batalla de Paardeberg en febrero de 1900. Cuando Desmond fue arrestado y juzgado en Chicago en 1904, apareció en los titulares de los periódicos afirmando que el rifle que utilizó para mantener a raya a una tropa de policías de Chicago era uno que había capturado en la Batalla de Baardeberg.
En 1902, Desmond vivía en Chicago bajo el alias "Richard Thurland" y publicaba otra edición de The Survival of the Fittest, que retituló Might Is Right, or the Survival of the Fittest. Durante este tiempo, Desmond estableció una asociación publicitaria con el destacado ciudadano de Chicago Will H. Dilg llamada Thurland & Thurland, de quien Arthur Desmond figura como gerente en el directorio de la ciudad de Chicago de 1903. Dilg y Desmond estaban involucrados en algo más que una empresa comercial. También coescribieron un libro titulado Rival Caesars utilizando el seudónimo de "Desmond Dilg". El libro fue publicado en 1903 por la propia editorial Thurland & Thurland de Desmond, Chicago; fue el único libro jamás impreso por la empresa.